# Bothragonus
Bothragonus is een geslacht van straalvinnige vissen uit de familie van harnasmannen (Agonidae).

## Soorten
- Bothragonus occidentalis Lindberg, 1950
- Bothragonus swanii Steindachner, 1876